# کنگره توکومان
کنگره توکومان (به اسپانیایی: Congress of Tucumán) مجلسی از نمایندگان و وکلای ملت در ۹ ژوئیه ۱۸۱۶ بود که در شهر سان میگوئل دو توکومان برگزار شد و در آن برای استقلال استان‌های متحد آمریکای جنوبی (آرژانتین، اروگوئه، بخشی از بولیوی امروزی) از امپراتوری اسپانیا تصمیم‌گیری شد.

## شرح
به دنبال انقلاب مه ۱۸۱۰، نایب الملک با نظام پریمرا خونتا جایگزین شد. سرزمین مذکور به سمت استقلال کامل پیش می‌رفت اما نیروهای سلطنتی نایب‌الملک‌نشین پرو در سرزمین مجاور به تهدید انقلابیون می‌پرداختند.

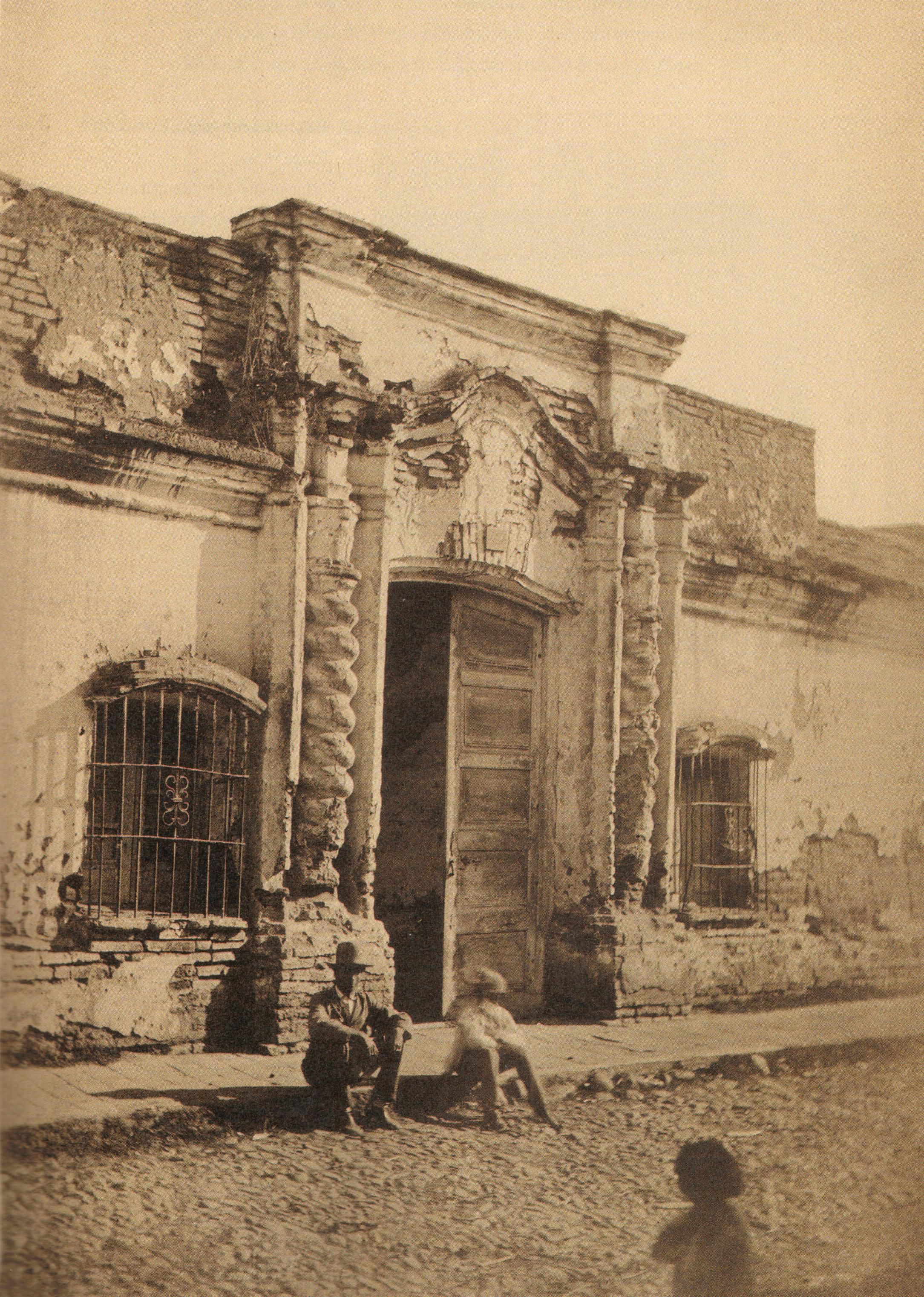
ساختمان کنگره توکومان. در سال ۱۹۴۱ بازسازی شد و به یک بنای یادبود ملی تبدیل شد.

در ۱۵ آوریل ۱۸۱۵، قدرت کارلوس ماریا د آلوار سلب شده و کنگره عمومی را فرا خواندند. نمایندگان که هر یک به نمایندگی از ۱۵۰۰۰ نفر جمعیت تمامی استان‌ها به جلسه آمده بودند، در ۲۴ مارس ۱۸۱۶ نشست را آغاز کردند. با این وجود، برخی از سرزمین‌هایی که قبلاً به نایب‌الملک ریورپلاته تعلق داشتند، در کنگره شرکت نکردند: نمایندگان باندا اورینتال ('شعبه شرقی'، اروگوئه کنونی) و سایر استان‌های فدرال لیگا پاراگوئه هم پیش از این استقلال خود را از اسپانیا اعلام کرده بود و از سیاست‌های استان‌های متحد منزوی مانده بود. با این حال نمایندگان استان‌های پروی علیا (بولیوی فعلی) در آنجا حضور داشتند.
این کنگره در خانه فرانسیسکا بازان د لاگونا آغاز به کار کرد و متشکل از ۳۳ نماینده بود و ریاست آن به صورت ماهانه چرخشی تغییر می‌کرد. از آنجا که کنگره در انتخاب دستور کار آزادی عمل داشت، بحث‌های بی‌پایانی سرگرفت. در تاریخ ۹ ژوئیه، این گروه استقلال استان‌های متحد آمریکای جنوبی را اعلام کردند، انتخاب این نام هدفش جذابیت و در نهایت ادغام سایر مناطق مستقل‌گرای آمریکایی اسپانیا بود که در کنگره نمایندگی نداشتند.
در آن زمان، رئیس کنگره فرانسیسکو نارسیسو دو لاپریدا، نماینده استان سن خوان بود. مباحث بعدی مربوط به شکل حکومتی بود که دولت خوان باید می‌داشت و کنگره و قدرت اجرایی باید در آن مستقر می‌شد.
کنگره از ۱۸۱۷ کار خود را در بوینس آیرس ادامه داد و قانون اساسی سال ۱۸۱۹ را نوشت که این قانون اساسی رد شد و کنگره در سال ۱۸۲۰ منحل شد.
خانه‌ای که اعلامیه در آن اعلام شد، اکنون بازسازی شده‌است و به موزه و بنای یادبود تبدیل شده و به " خانه توکومان " معروف است.